# Будівництво 159 і ВТТ
Будівництво 159 і ВТТ — підрозділ системи виправно-трудових установ СРСР, оперативне керування якого здійснювало Головне Управління таборів промислового будівництва (ГУЛПС).
Час існування: організований не пізніше 24.09.49; закритий 02.06.50 (Само будівельне управління (СУ 159) 05.01.53 реорганізовано в будівельний р-н, підлеглий СУ 940).
Дислокація: Грузинська РСР, м.Гагра на 12.10.49;

Ставропольський край, м.Кисловодськ на 10.02.50;

Грузинська РСР, м.Сухумі

## Виконувані роботи
- будівництво державних дач в Кисловодську, Єсентуках і Желєзноводську з 24.09.49,
- будівництво готелів і ванного корпусу на курорті Цхалтубо з 30.12.49,
- будівництво каналу р. Жоеквара, підпірної стінки в м. Сухумі.

## Чисельністьз/к
- 01.01.50 — 2953,
- 01.07.50 — 3664.